# نی‌ایهاما، اهیمه
نی‌ایهاما در استان اهیمه در کشور ژاپن واقع شده‌است که دارای جمعیت ۱۲۳٬۳۲۹ نفر و مساحت ۲۳۴٫۳۰ کیلومتر مربع با تراکم جمعیت ۵۲۶ نفر در کیلومترمربع است و در تاریخ ۳ نوامبر ۱۹۳۷ به عنوان شهر شناخته شد.